# Modred el Místico (personaje)
Modred el Místico es un mago ficticio que aparece en los cómics estadounidenses publicados por Marvel Comics. El personaje ha alternado entre ser un antihéroe y un supervillano absoluto.

## Historial de publicaciones
Modred el Místico apareció por primera vez en Marvel Chillers # 1 y fue creado por Bill Mantlo, Yong Montano y Marv Wolfman.

## Biografía ficticia
Modred nació en las afueras de Londres, Inglaterra, en el siglo VI. Era un hechicero que sirvió como aprendiz de magia del mago Gervasse. Modred estaba comprometido con la hija de Gervasse, Julia, y estaba listo para convertirse en el aprendiz del mago Merlín. Sin embargo, Merlín había sido reemplazado por un impostor (que más tarde se llamaría Merlín Loco, Maha Yogi y Merlin Demonspawn), y Modred y Gervasse sabían que era necesario detener a "Merlín". Para obtener el poder necesario para esta hazaña, Modred buscó dominar el tomo místico llamado Darkhold, el libro de magia negra creado por el dios anciano Chthon, con el fin de usar su poder para el bien. El Otro, un emisario o avatar de Chthon, ofreció a Modred un gran poder a costa de su alma. Modred se negó hasta que el Otro apuntó a Julia; para protegerla, Modred se ofreció a Chthon. Su alma se corrompió, y Gervasse lo puso en animación suspendida, donde permaneció durante siglos.
Modred fue despertado en la actualidad por los arqueólogos Janet Lyton y Grant Whitaker, quienes lo llevaron a Londres. Allí fue baleado por la policía y luego atacado por el Otro, al que derrotó. Sin embargo, fue poseído inconscientemente por Chthon. Más tarde ayudó a los superhéroes Spider-Woman y Thing a luchar contra las creaciones del falso Merlín, que también estaba activo en la actualidad. Modred, Thing y Spider-Woman lucharon contra los elementales en Stonehenge. En algún momento después, la mente y el alma de Modred cayeron nuevamente bajo la influencia de Chthon. Llevó a la Bruja Escarlata a la prisión de Chthon bajo el monte Wundagore con el pretexto de revelarle sus orígenes, ya que había estado expuesta a la magia del caos de Chthon al nacer en Wundagore. Al llegar a Wundagore, Modred sometió a la Bruja Escarlata y la utilizó como anfitriona terrestre de Chthon. Modred fue derrotado y su maestro fue exorcizado, pero solo a costa de la vida del padre adoptivo de la Bruja, Django Maximoff. Modred luchó contra los Vengadores en la Montaña Wundagore, y con la derrota de Chthon, Modred quedó mentalmente dañado por la batalla y se quedó con el intelecto de un niño. Perdió la cordura y el conocimiento de la magia, y quedó al cuidado de la sirvienta del Alto Evolucionador, Bova, la mujer vaca. Más tarde recuperó sus poderes mágicos y redujo a Thing y Amo de las Marionetas, que estaban visitando Transia, al tamaño de una muñeca y los atacaron con juguetes animados.
Modred fue testigo de la destrucción de la cabaña de Bova por parte de Magneto. Cuando Bova resultó herido, Modred se alejó, buscando inconscientemente su Inglaterra natal. Mientras se acercaba a su tierra natal, su mente y poder regresaron, al igual que su deseo de derrotar a Merlín. Sin saber que el Merlín que había tratado de derrocar era un impostor, en cambio apuntó al verdadero sirviente de Merlín en la Tierra: Capitán Britania. Derrotó al héroe, se puso su disfraz y luego usó el poder del disfraz en combinación con el suyo para derrotar al visitante Capitán América. Los dos capitanes derrotaron a Modred, quien fue llevado al Otro Mundo por Merlín. Modred escapó más tarde de Merlín y dominó psíquicamente a Fénix, compañera de equipo del Capitán Britania en Excalibur, y la usó para luchar contra Quasar y Excalibur. Modred y la poseída Fénix fueron derrotados por Excalibur y Quasar, y Modred fue arrojado a otra dimensión por Widget.
Después de la batalla, Modred fue exiliado de la dimensión de la Tierra, pero finalmente recuperó su autocontrol y regresó a la Tierra para enfrentarse a Chthon y recuperar su alma. De vuelta en la Tierra, observó a los Redentores de Darkhold, un grupo de humanos y místicos normales que buscaban fragmentos de Darkhold. Se unió a ellos como su "líder", y defendió al grupo de enemigos reales y potenciales, incluidos los demonios N'Garai, la Bruja Escarlata y Doctor Strange. Doctor Strange ató a Modred a la isla de Maui durante su batalla, dejándolo incapaz de proteger a sus compañeros de equipo del hechizo "Demogorge" de Darkhold. El hechizo fue utilizado por Blade, que se transformó en Switchblade, un asesino de héroes místicos y monstruos por igual. Switchblade mató a Modred, entre otros, pero sus víctimas fueron restauradas cuando la Redentor de Darkhold Louise Hastings lanzó el contra-hechizo de Demogorge desde Darkhold y volvió a Blade a la normalidad.
Después de la resurrección de Modred, el sirviente del Otro, el Enano, le ofreció la oportunidad de recuperar su propia alma si obtenía un alma pura para Chthon. Modred estuvo de acuerdo y encontró esa alma en una abadía de Bath en la forma de una anciana santa que había sido cegada por la edad. Él se ofreció a devolverle su juventud y su amor perdido a cambio de su alma. Cuando ella estuvo de acuerdo, él vio su rostro ahora juvenil y se dio cuenta de que ella era su amada Julia, y ella pudo verlo y se dio cuenta de que él era Modred. El Otro pareció tomar su alma, pero Modred entregó su propia alma para salvar la de ella, aunque Julia murió en sus brazos mientras resistía el poder del demonio. Modred regresó a los Redentores de Darkhold y comenzó a entrenar al hijo de Louise Hastings, Jinx, en las artes mágicas. 
Poco después, la diosa-demonio Lilith, su consorte Zarathos y su descendencia Lilin atacaron a los Redentores y a los otros Hijos de la Medianoche. Louise Hastings fue asesinada en la batalla por Morbius el Vampiro Viviente, y Modred fue acusado falsamente por sus compañeros de equipo de haber organizado el ataque. Modred y Jinx se dejaron inconscientes el uno al otro en la batalla, pero pudieron escapar del Lilin. Llevaron a los Redentores a la casa del Decero de la Verdad, quien le reveló a Modred que Chthon estaba a punto de entrar en el reino terrenal. Modred fue atacado por Metarchus, un pariente del Truthsayer que tomó la forma de Modred en la batalla. Modred aprovechó la confusión para matar al Truthsayer, evitando que sus aliados se enteraran de que su verdadero maestro estaba a punto de renacer en la Tierra a través del útero de otra Redentora de Darkhold, Victoria Montesi. Después del funeral de Louise, Modred dejó a Jinx y a los otros Redentores.
Luego, Modred se enfrentó a otro discípulo, Kyllian, un antiguo aprendiz del Doctor Strange que ahora se hacía llamar Wildpride. Modred tomó el control mental sobre Morbius y el Hombre Lobo y los cuatro atacaron al enemigo de Strange, Salome. Modred le ofreció una alianza, pero ella lo rechazó y lo dejó inconsciente. Pronto fue secuestrado por la Clave extradimensional junto con el doppelganger místico del Doctor Strange y la Bruja Escarlata, pero el trío fue liberado por Blade y ayudaron a la Clave en su salida de la Tierra. Posteriormente, Modred envió Wildpride para atacar a Strange, luego siguió al hechicero a su nuevo santuario en busca de Victoria Montesi, quien todavía estaba embarazada de la encarnación de Chthon. Strange derrotó a Modred, negando temporalmente su poder místico, y lo teletransportó a Tailandia. El Doctor Strange exorcizó más tarde la presencia de Chthon del feto de Montesi. 
Modred finalmente logra reunir todas las páginas del Darkhold, venciendo al emisario de los Caballeros de Wundagore, Quicksilver, para ellos. Luego regresa al monte Wundagore, mata a todos los caballeros y captura a Quicksilver. Al leer el Darkhold, Modred transfirió a Chthon al cuerpo de Quicksilver, ya que su alma estaba atrapada dentro del Darkhold mismo, todo el tiempo, causando una cascada de caos masiva que envolvió la Tierra. Una vez que se completó el ritual, el mismo poder del Darkhold se transfirió al ser de Modred y Chthon resucitó. Afuera, ven un nuevo equipo de Vengadores, liderado por Henry Pym. Aunque Chthon no consideraba al equipo heterogéneo como una amenaza, Modred no estaba dispuesto a correr ningún riesgo. Mientras su maestro corría alrededor de la Tierra, alterando los efectos de la cascada a su voluntad, Modred tendió una emboscada a los Vengadores dentro de Wundagore. Sin embargo, fue dejado inconsciente por Iron Man.
Como parte de All-New, All-Different Marvel, Modred estaba en Toronto en el momento en que la Mujer Guerrera de la Tierra-21195 se le acercó. Estuvo de acuerdo en conceder a la Mujer Guerrera lo que quisiera. Modred más tarde se unió a Myriad junto a Mujer Guerrera.
Durante la historia de Civil War II, Modred le dice a Mujer Guerrera que visitó a Ulysses Cain disfrazado como Crystal, quien le dijo que Myriad puede mejorarse si pueden conseguir que los Atlantes estén de su lado. Primero, Mujer Guerrera tendrá que resucitar a Namor.

## Poderes y habilidades
Los poderes de Modred son el resultado de la manipulación de las fuerzas de la magia y la posesión del demonio Chthon. Modred tiene una resistencia y durabilidad sobrehumanas. Tiene la capacidad de manipular fuerzas mágicas para una variedad de efectos, incluida la levitación, el control de los elementos, la creación de escudos místicos y la proyección de energía. También puede lanzar cualquier hechizo contenido en Darkhold. Modred pierde tanto su cordura como su conocimiento de la magia cuando ya no está poseído por el demonio Chthon.
Modred está entrenado en la tradición mágica y tiene un amplio conocimiento de la tradición mágica, especialmente los hechizos contenidos en Darkhold, el depósito de la tradición mística compilada por el demonio Chthon.